# 上田博章
上田 博章（うえだ ひろあき、1933年 - ）は朝日放送の元アナウンサー。

## 来歴・人物
- 1933年徳島市生まれ。父・上田昌雄は職業軍人（敗戦時は陸軍少将）であったため、幼少時は旧満州の長春、ポーランド、東京、群馬、栃木、長野、徳島を転々としながら育つ。
- 1939年9月1日ドイツのポーランド侵攻のため、母とワルシャワを脱出、ソ連国境を越えシベリア経由で帰国している（ポーランド大使館付武官であった父は行方不明となるが、翌年帰国し陸軍中野学校副校長となる）。
- 1945年学童疎開先の長野で敗戦を迎えた。
- 1952年徳島県立城南高等学校卒業
- 1957年京都大学農学部林学科卒業
- 1958年アナウンサーとしてABC朝日放送に入社
- 1959年 - 1961年ラジオ「ナショナルステレオホール」を担当。
  - 民放初のステレオ放送による音楽番組で、朝日放送と毎日放送が同時に生放送するというもの。「恐れ入りますが、ラジオを2台ご用意願います。左のダイヤルを朝日放送、右のダイヤルを毎日放送に合わせて下さい。そしてあなたは2つのラジオの間のちょうど正三角形の頂点になる位置にお座り下さい。尚、2つのラジオは同じ大きさ同じ音質のものをお使い頂きたいのです」と番組冒頭にお願いしていた。
- 1993年ABC教育センター常務取締役
- 1996年池田マルチメディア代表取締役
- 1999年退任
- 京都カルチャー講師、講演、朗読指導
- 2003年「疎開絵日記学童疎開ドサ回り」（文芸社）
- 2006年「阿波国産婆二代記」（井上書房）

## 過去の担当番組

### ラジオ
- ナショナルステレオホール（1959年～1961年）
- おはよう浪曲（1970年～1985年）
- 歌謡曲ぶっつけ本番（1975年～1985年）
- 走れニュース・カー
- ホーマーサンデープレゼント
- 言葉の栞
- ABCラジオ夕刊
- ABCミッドナイトミュージック
- ニュースデスク

### テレビ
- カメラルポルタージュ ナレーション
- クローズアップ ナレーション
- おはよう浪曲 司会

## 著書
- 「疎開絵日記学童疎開ドサ回り」（文芸社）
- 「阿波国産婆二代記」（井上書房）